# حكومة صائب سلام الثانية
الحكومة اللبنانية السابعة عشر بعد الاستقلال والثانية بعهد الرئيس كميل شمعون، وهي ثاني حكومة يترأسها صائب سلام. شكلت الحكومة بموجب المرسوم رقم 1953 بتاريخ 30 نيسان / أبريل 1953، ونالت الثقة ب37 صوتاً ضد 31 صواتاً، واستقالت بتاريخ 16 آب / أغسطس 1953.

## أعضاء الحكومة
- صائب سلام رئيساً لمجلس الوزراء ووزيراً للداخلية ووزيراً للدفاع الوطني.
- بشير الأعور وزيراً للأشغال العامة.
- جورج حكيم وزيراً للاقتصاد الوطني ووزيراً للخارجية والمغتربين.
- محي الدين زكريا نصولي وزيراً للأنباء ووزيراً للعدلية.
- رشيد بيضون وزيراً للبرق والبريد ووزيراً للصحة والإسعاف العام.
- بيار إده وزيراً للتربية الوطنية.
- جان سكاف وزيراً للزراعة ووزيراً للشئون الاجتماعية.
- جورج كرم وزيراً للمالية.

### تعديلات حكومية
في 25 تموز / يوليو 1953 خرج من الحكومة وزير الأشغال العامة بشير الأعور، وعين مكانه الوزير بيار إده.

## وصلات خارجية
- موقع رئاسة مجلس الوزراء الرسمي